# أنتوني بينزيت
أنتوني بينزيت (بالإنجليزية: Anthony Benezet) (31 يناير 1713 - 3 مايو 1784) كان إبطاليًا أمريكيًا ومدرسًا وناشطًا في فيلادلفيا بينسلفانيا، وهي واحدة من أولى الولايات التي ألغت العبودية في الولايات المتحدة الأمريكية. أسس بينزيت واحدة من أولى جمعيات مكافحة العبودية في العالم، وهي جمعية إغاثة الزنوج الأحرار المحتجزين في العبودية بشكل غير قانوني (بعد وفاته أُعيد إحياؤها بصفتها جمعية بنسلفانيا لتعزيز إلغاء العبودية)، وأول مدرسة عامة للبنات في أمريكا الشمالية، ومدرسة الزنوج في فيلادلفيا التي عملت في القرن التاسع عشر.

## السيرة الذاتية
ولد بينزيت في سان كوينتين بفرنسا في 31 يناير 1713 لعائلة من البروتستانت والمعروفة في فرنسا باسم هوجوينوت. لأن البروتستانت تعرضوا للاضطهاد وتعرضوا لهجمات عنيفة منذ إلغاء نظام الحكم الملكي في عام 1685 الذي قدم التسامح الديني؛ قررت عائلته مغادرة فرنسا كغيرها من الكثير من الأسر.
انتقلوا أولًا إلى روتردام بهولندا، ثم لفترة وجيزة إلى غرينتش قبل الاستقرار في لندن بإنجلترا حيث كان هناك مجتمع هوجوينوت الكبير للاجئين. انضم بينزيت في عام 1727 إلى جمعية الأصدقاء الدينية (المعروفة أيضًا باسم الكويكرز).
في عام 1731 هاجرت عائلة بينزيت إلى فيلادلفيا في بنسلفانيا التي أسسها الكويكرز وواحدة من المستعمرات الإنجليزية في أمريكا الشمالية. بعد ذلك، انضم أنتوني بينزيت بعمر 18 عامًا إلى جون وولمان كواحد من أوائل الإبطاليين الأمريكيين. وكما وولمان، فقد دافع بينزيت أيضًا عن مقاومة ضريبة الحرب.
عمل بينزيت في فيلادلفيا على إقناع إخوته الكويكر بأن امتلاك العبيد لم يكن متوافقًا مع العقيدة المسيحية. كان يعتقد أن الحظر الإنجليزي على الرق في الجزر البريطانية يجب أن يمتد ليشمل مستعمرات أمريكا الشمالية ومنطقة البحر الكاريبي. (بعد حصول الأمريكيين على الاستقلال في حرب الاستقلال الأمريكية، واصل بينزيت حث الولايات المتحدة على حظر العبودية، وأصدرت ولاية بنسلفانيا تشريعات لإلغاء العبودية تدريجيًا في عام 1780).
بعد عدة سنوات كتاجر فاشل بدأ بينزيت في عام 1739 بالتدريس في مدرسة جيرمانتاون ثم العمل باختصاص قضائي منفصل في شمال غرب فيلادلفيا. في عام 1742 انتقل إلى مدرسة الأصدقاء للغة الإنجليزية في فيلادلفيا (المعروفة الآن باسم مدرسة ويليام بن تشارتر). في عام 1750، أضاف دروسًا ليلية للعبيد السود على جدوله.
في عام 1755، غادر بينزيت مدرسة الأصدقاء للغة الإنجليزية لتأسيس مدرسته الخاصة وهي أول مدرسة عامة للبنات في القارة الأمريكية. تضمن طلابه بناتًا من عائلات بارزة مثل ديبورا نوريس وسالي ويستر.
في عام 1770، أسس مدرسة الزنوج في فيلادلفيا للأطفال السود. كان هناك مجتمع أسود حر متنامٍ في فيلادلفيا، والذي زاد بعد أن ألغت الدولة العبودية. واصل المتعاطفون مع إلغاء العبودية، مثل أبيجيل هوبر جيبونز، التدريس في مدرسة بنزيت للزنوج في السنوات التي سبقت الحرب الأهلية الأمريكية.
في عام 1775، ساعد في تأسيس أول مجتمع لمكافحة العبودية، وهو جمعية إغاثة الزنوج الأحرار المحتجزين في العبودية بشكل غير قانوني. بعد وفاة بينزيت، أعاد بنجامين فرانكلين والدكتور بنجامين راش تكوين هذه الجمعية باسم جمعية بنسلفانيا لتشجيع القضاء على العبودية.

## روابط خارجية
- أنتوني بينزيت على موقع الموسوعة البريطانية (الإنجليزية)